# صموئيل هيريرا تشافيز
صموئيل هيريرا تشافيز هو سياسي مكسيكي، ولد في 17 سبتمبر 1954 في ولاية زاكاتيكاس في المكسيك. نشط حزبياً في حزب الثورة الديمقراطية. وقد انتخب عضو مجلس النواب المكسيك ‏.